# Evangelho de Mani
O Evangelho de Mani, dito Evangelho Vivo ou Evangelho dos Vivos, foi um evangelho gnóstico escrito por Mani originalmente em siríaco e chamado de Evangelion (em siríaco:  ܐܘܢܓܠܝܘܢ), do em grego:  Ευαγγελιον e uma das sete escrituras originais do Maniqueísmo. Uma parte dos fragmentos foi preservada no Códice de Maniqueu de Colônia, descoberto em 1969, e em fragmentos de manuscritos encontrados em Turfan (no Uiguristão, China) desde 1904. Alguns fragmentos de manuscritos coptas descobertos em Faium parecem conter uma espécie de comentário ou homilia sobre o Evangelho de Mani.

## História
Al-Biruni, que ainda tinha acesso ao texto completo, comentou que ele era um "evangelho especial", diferente de todos os outros evangelhos dos cristãos e que os maniqueístas insistiam que o deles era o único verdadeiro, alegando que os vários evangelhos cristãos deformavam a verdade sobre o Messias.
Sabe-se que este evangelho tinha vinte e duas partes, cada uma marcada com uma letra diferente do alfabeto aramaico. A combinação de dois dos fragmentos de Turfan permitiram a reconstrução do texto da primeira parte (alaph). Esta seção fala sobre a natureza do "Rei do Mundo de Luz" que reside no "Umbigo do Mundo", mas também está presente por toda a sua terra, por dentro e por fora, não tendo limites, exceto onde sua terra faz fronteira com a do inimigo, o "Reino da Escuridão".